# Aeroporto di Sambava
L'Aeroporto di Sambava (IATA: SVB, ICAO: FMNS), è un aeroporto malgascio situato nei pressi della città di Sambava, nel Madagascar settentrionale.
La struttura, posta all'altitudine di 6 m sul livello del mare, è dotata di una sola pista con fondo in asfalto lunga 1 395 m e larga 30 m con orientamento 16/34.